# ادواردز (حوزه سرشماری)، نیویورک
ادواردز (به انگلیسی: Edwards) یک منطقهٔ مسکونی در ایالات متحده آمریکا است که در شهرستان سنت لارنس، نیویورک واقع شده‌است. ادواردز ۲٫۶ کیلومتر مربع مساحت و ۴۳۹ نفر جمعیت دارد و ۲۰۴ متر بالاتر از سطح دریا واقع شده‌است.